# Kirill Gorazijewitsch Geworgjan
Kirill Gorazijewitsch Geworgjan (russisch Кири́лл Гора́циевич Геворгя́н, armenisch Կիրիլ Գևորգյան; * 8. April 1953 in Moskau) ist ein russischer Diplomat und Jurist armenischer Herkunft. Er war unter anderem von 2003 bis 2009 als außerordentlicher und bevollmächtigter Botschafter seines Heimatlandes in den Niederlanden tätig und leitete ab 2009 die Rechtsabteilung des russischen Außenministeriums. Im November 2014 wurde er zum Richter am Internationalen Gerichtshof gewählt, seine Amtszeit begann im Februar 2015 und endete im Februar 2024. Von 2021 bis 2024 war er Vizepräsident des Gerichtshofs.

## Leben
Kirill Geworgjan wurde 1953 in Moskau geboren und absolvierte von 1970 bis 1975 ein Studium mit Schwerpunkt im Internationalen Recht am Moskauer Institut für Internationale Beziehungen sowie von 1975 bis 1978 weiterführende Studien an der Diplomatischen Akademie des Außenministeriums der Sowjetunion in Moskau. Anschließend war er bis 1987 im Bereich Verträge und Recht des Außenministeriums tätig, darunter als Sektionsleiter für Menschenrechte. Von 1987 bis 1992 leitete er dann den Bereich für juristische Aspekte multilateraler Beziehungen in der Abteilung für internationales Recht, bevor er in den Jahren 1992/1993 als stellvertretender Direktor der Rechtsabteilung des Ministeriums fungierte.
Anschließend wirkte er von 1993 bis 1997 als Berater der russischen Botschaft in Frankreich, um dann von 1997 bis 2003 erneut die Position des stellvertretenden Direktors der Rechtsabteilung zu übernehmen. Von 2003 bis 2009 amtierte er als außerordentlicher und bevollmächtigter Botschafter Russlands in den Niederlanden sowie als ständiger Vertreter seines Heimatlandes bei der Organisation für das Verbot chemischer Waffen. Ab 2009 war er Direktor der Rechtsabteilung des russischen Außenministeriums.
Kirill Geworgjan ist darüber hinaus seit 2011 Mitglied des Ständigen Schiedshofs und gehört seit 2012 auch der Völkerrechtskommission der Vereinten Nationen an. Zwischen 2008 und 2011 vertrat er Russland in zwei Fällen vor dem Internationalen Gerichtshof (IGH) in Den Haag, darunter im Verfahren zum Rechtsgutachten zur Gültigkeit der Unabhängigkeitserklärung Kosovos. Im November 2014 wurde er von der Generalversammlung und dem Sicherheitsrat der Vereinten Nationen zum Richter am IGH gewählt. Seine turnusgemäß neunjährige Amtszeit begann im Februar 2015. Im November 2023 wurde Geworgjan nicht wiedergewählt und schied damit 2024 aus dem Internationalen Gerichtshof aus.
Kirill Geworgjan ist mit der Schauspielerin Marina Nejolowa verheiratet und Vater von zwei Töchtern.

## Auszeichnungen
Kirill Geworgjan erhielt für sein Wirken unter anderem den Orden der Ehre und den Orden der Freundschaft der Russischen Föderation.